# Neasura
Neasura is een geslacht van vlinders van de familie spinneruilen (Erebidae), uit de onderfamilie Arctiinae.

## Soorten
- N. apicalis Walker, 1854
- N. buruana van Eecke, 1929
- N. circumducta Pagenstecher, 1900
- N. gyochiana Matsumura, 1927
- N. hypophaeola Hampson, 1900
- N. nigroanalis Matsumura, 1927
- N. pellucida de Joan, 1928
- N. rufescens Rothschild, 1912
- N. taprobana Hampson, 1907